# Nikolaï Nevrev
Nikolaï Névrev (en russe : Неврев, Николай Васильевич), né en 1830 à Moscou dans l'Empire russe et mort le 16 mai 1904 à Lyskovchtchina, ouïezd  d'Orcha dans le Gouvernement de Moguilev, est un peintre russe, auteur de portraits, de scènes historiques et de scènes de genre dans un style réaliste. C'est un des brillants représentants des Ambulants.

## Histoire
De 1850 à 1855 il étudie à l'École de peinture, de sculpture et d'architecture de Moscou. Il suit les cours de Michel Scotti et il y rencontre d'autres étudiants et notamment Vassili Perov et Constantin Makovski. Quand il termine sa formation, il reçoit le titre d'artiste libre.
Il vit à Moscou et commence par peindre des portraits, puis des scènes de la vie populaire russe et ce n'est qu'à partir du milieu des années 1870 qu'il prend principalement comme sujet de ses peintures l'histoire de la Russie.
Il entre en 1881 dans le groupe des peintres Ambulants.
Parmi ses scènes de genre on retiendra : Funérailles dans un cimetière de village (1865), Protodiacre, chantant "Longue vie" à l'anniversaire d'un marchand âgé (1866) (Galerie Tretiakov), Vente d'une serve (1866, Galerie Tretiakov), Héritage d'un fonctionnaire, Le voyageur dans la famille d'un marchand, Le Voïvode (d'après le poème de Adam Mickiewicz, Deux amis, Partage d'un héritage (1889, à la Galerie Tretiakov) et Présentation d'une fille à marier (1889) (Galerie Tretiakov).

Scènes de genre
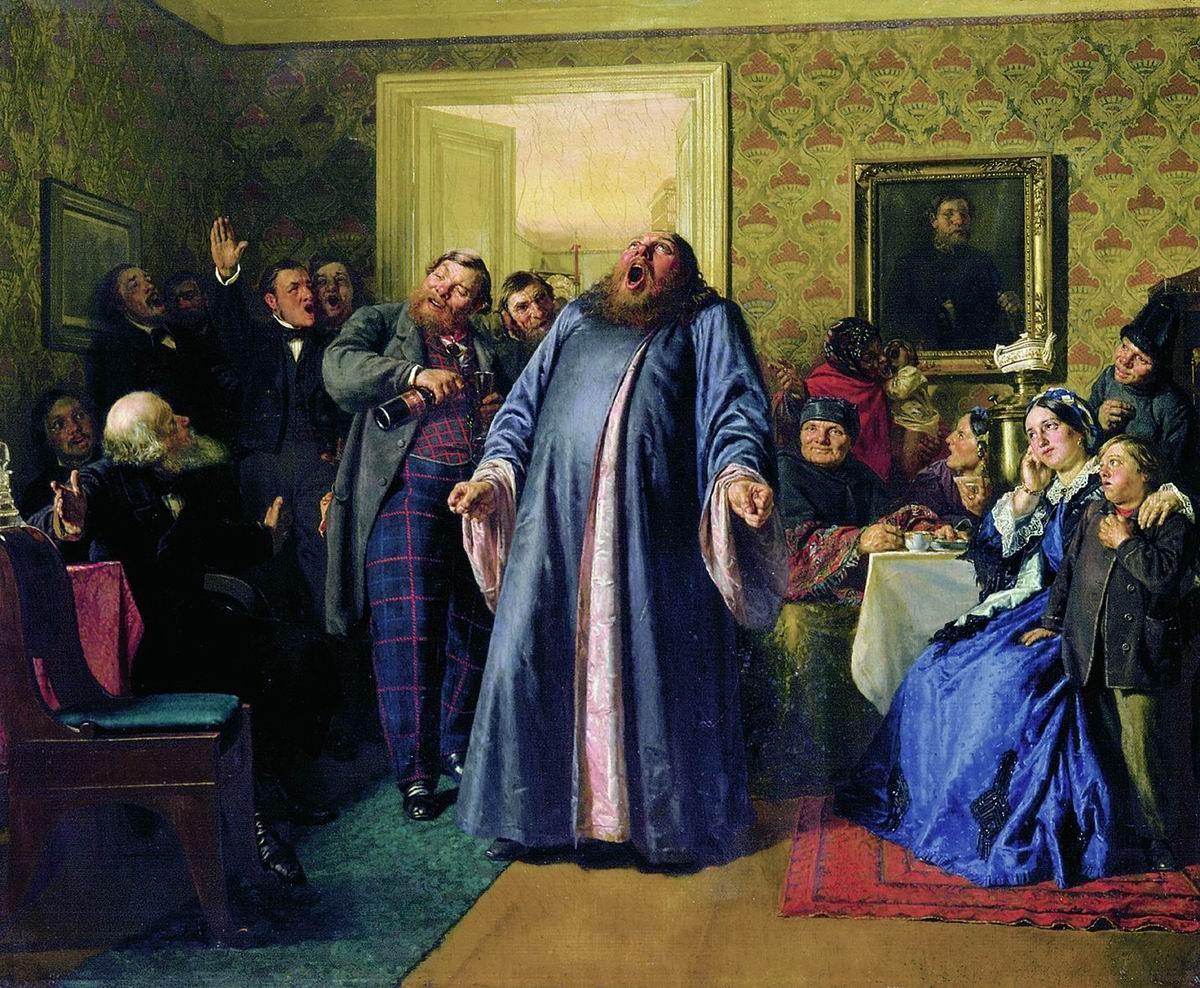
Nikolaï Névrev, Le protodiacre chantant "Longue vie !" à l'anniversaire d'un marchand âgé, Galerie Tretiakov, 1866
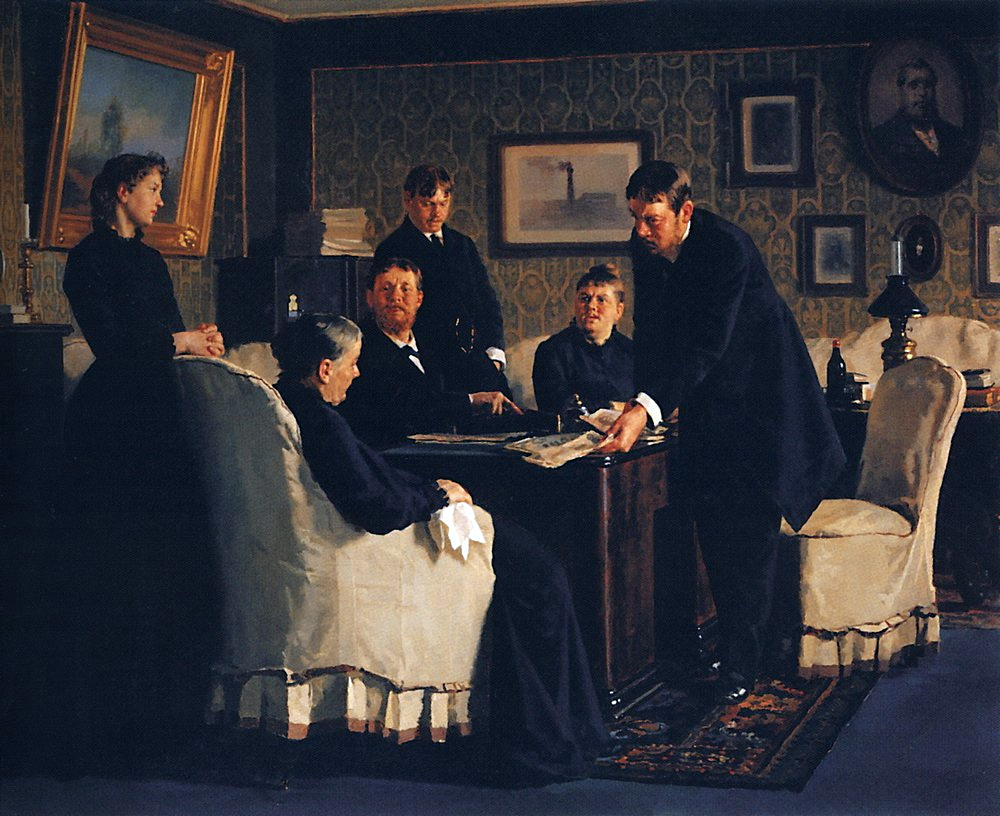
Nikolaï Névrev, Règlement familial d'un héritage, Galerie Tretiakov, 1888
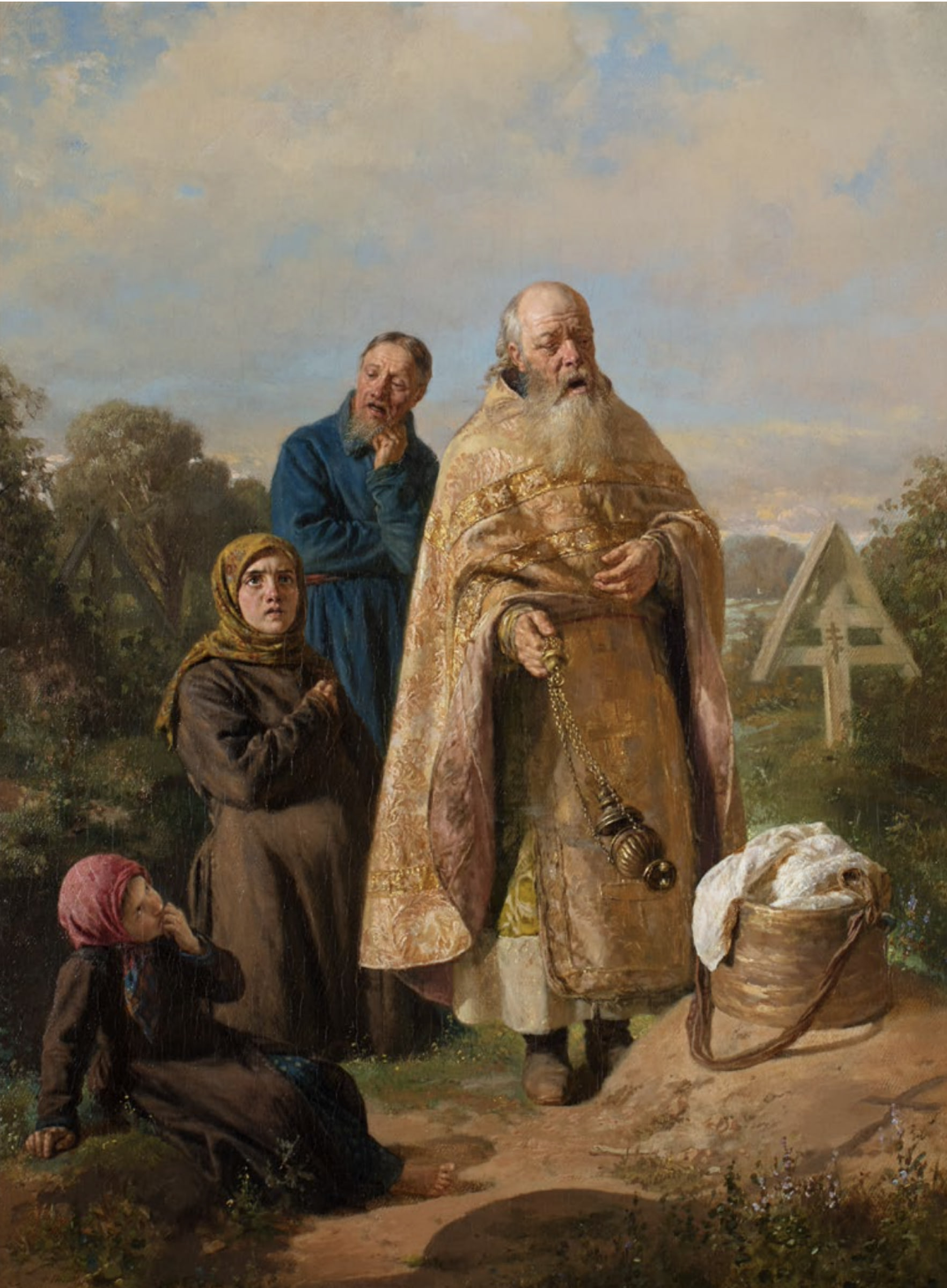
Funérailles dans un cimetière de village, 1865
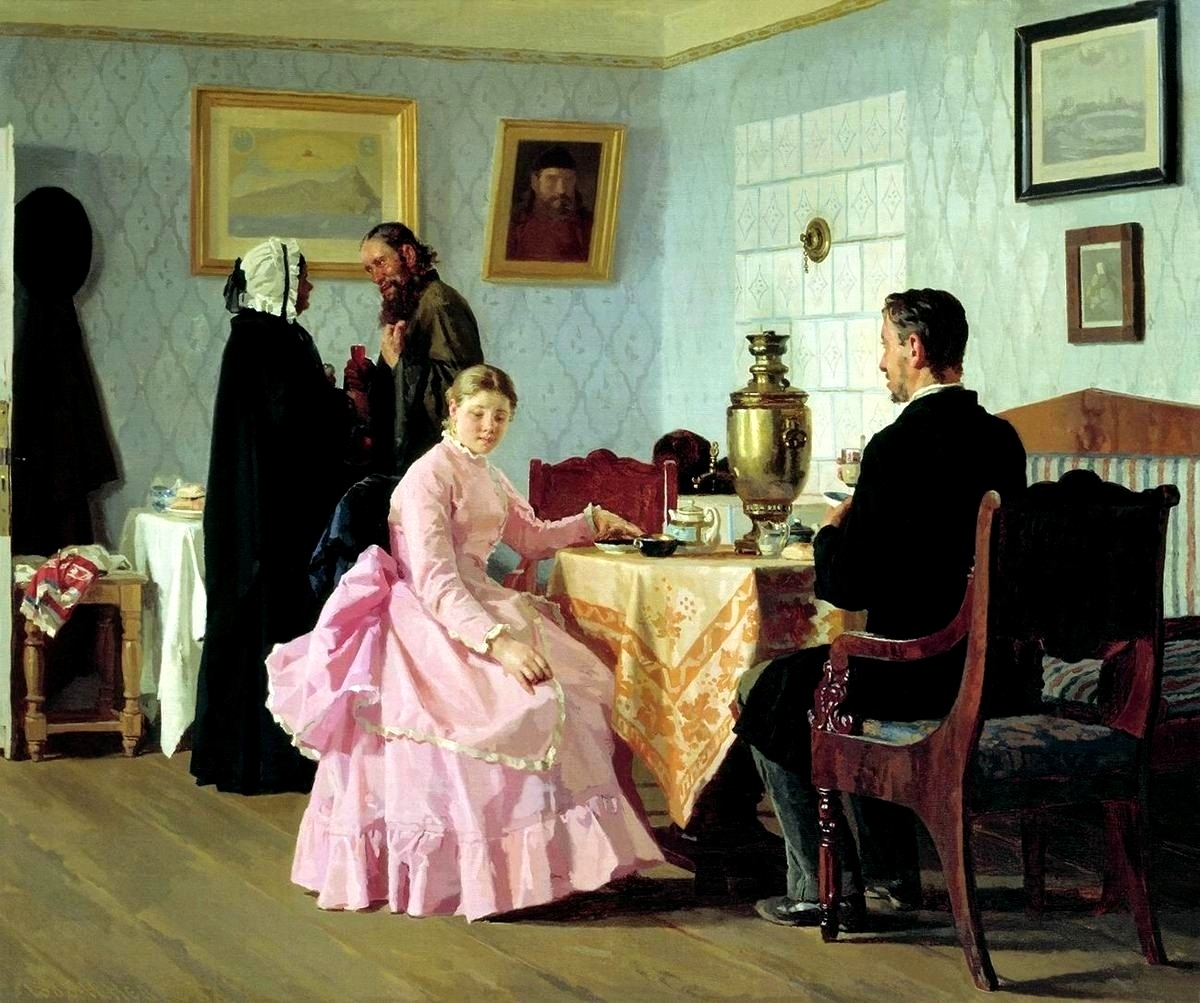
Présentation d'une fille à marier, Galerie Tretiakov, 1889

Parmi les peintres d'histoire russes, c'est un des artistes les plus intéressants. Ses admirateurs citent les plus souvent les toiles suivantes : Roman Mstislavitch et les ambassadeurs du pape, Le Faux Dimitri chez Adam Vichnevetski (1881, Galerie Tretiakov), Présentation de Xénia Borisovna au Faux Dimitri (1882), Zakhar Liapounov et le tsar Vassili IV Chouiski (1886), Nikon devant la cour (1885) et Iaroslav le Sage envoyant Anne de Kiev pour le mariage avec Henri Ier (roi de France) (1888)
Son tableau Serment du Faux Dmitri au roi polonais Sigismond III sur l'introduction du catholicisme en Russie reçut le premier prix de l'association Les Amateurs d'art de Moscou.

Histoire
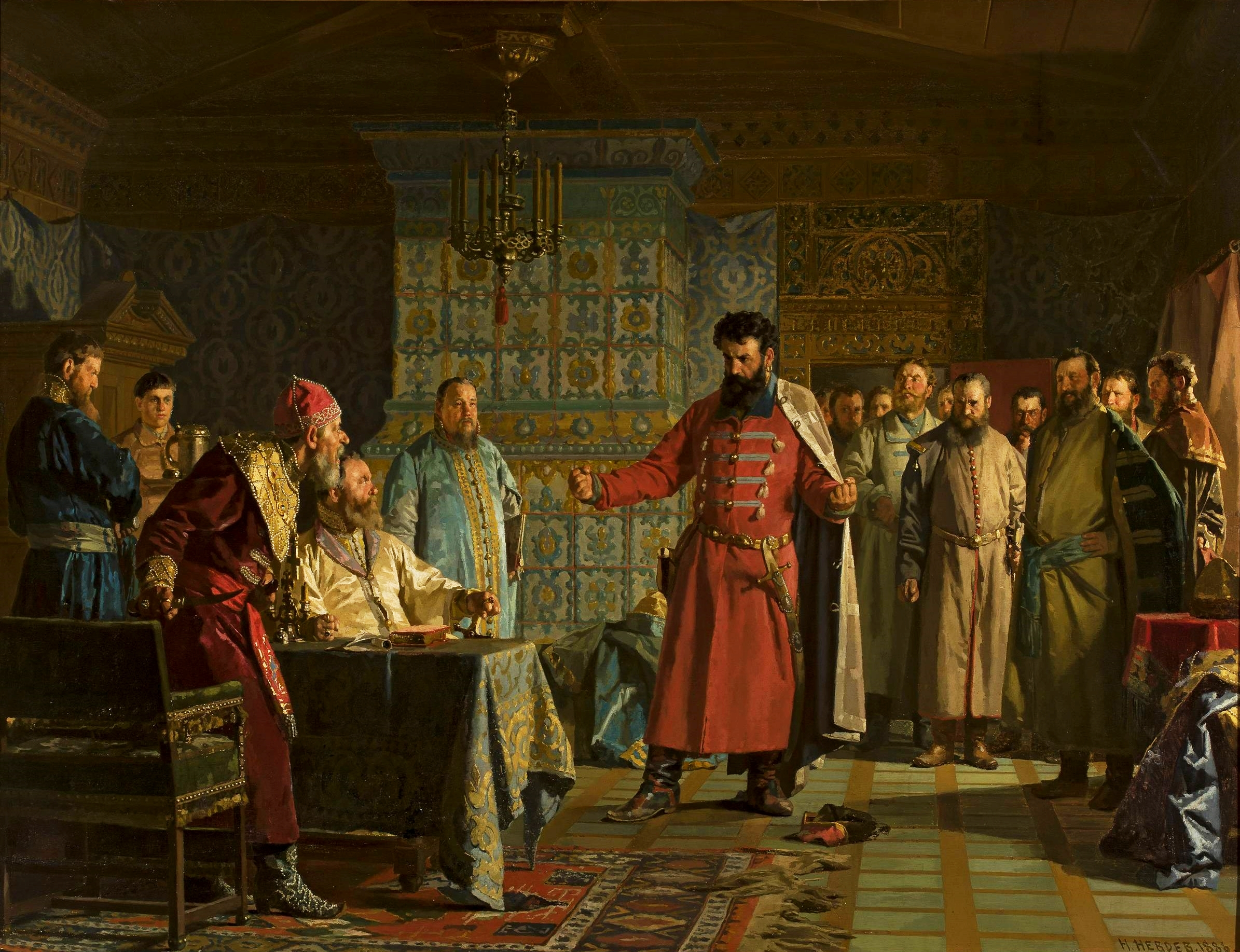
Zakhar Liapounov et le tsar Vassili IV Chouiski 1886
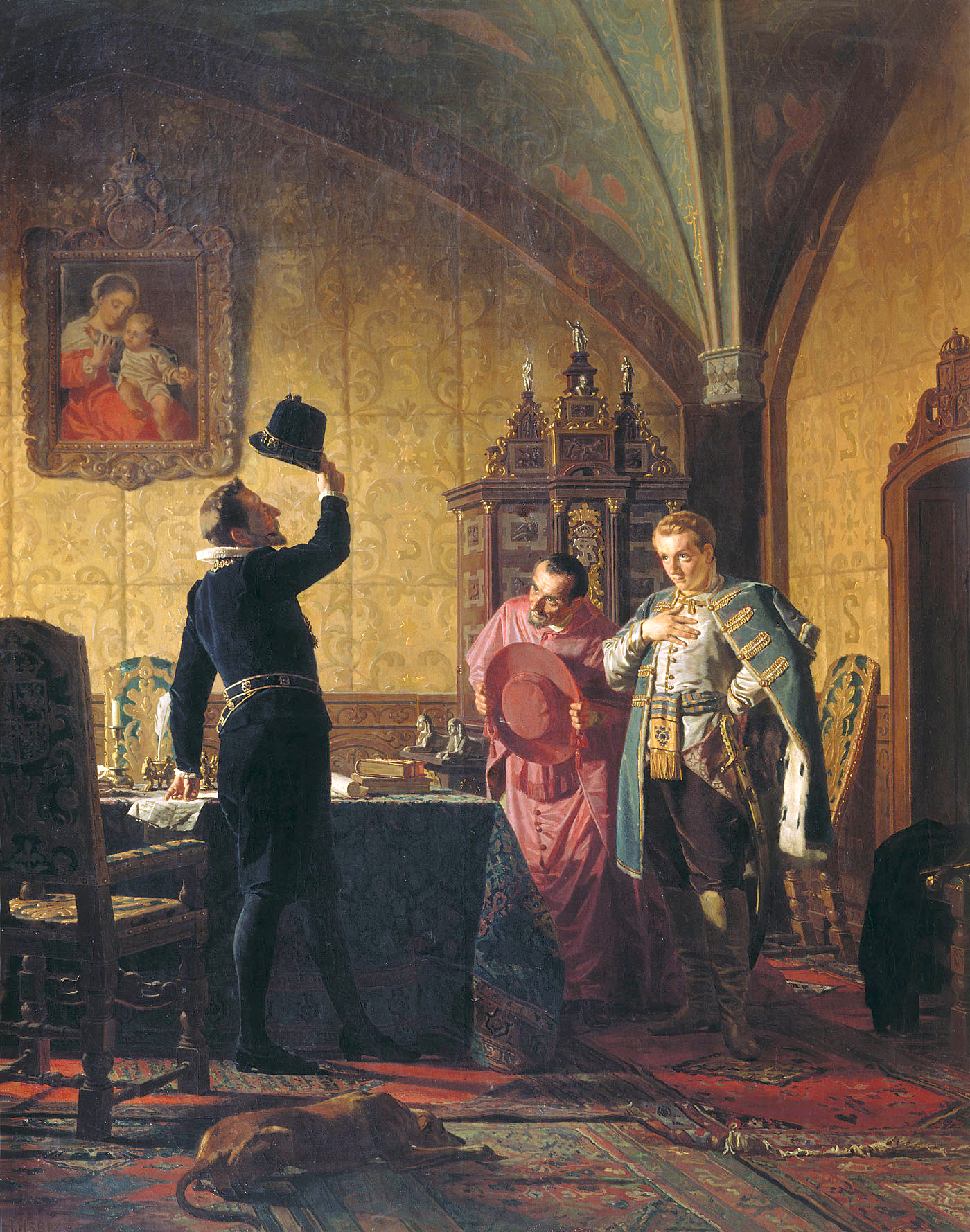
Serment du Faux Dmitri au roi polonais Sigismond III  pour l'introduction du catholicisme en Russie 1874
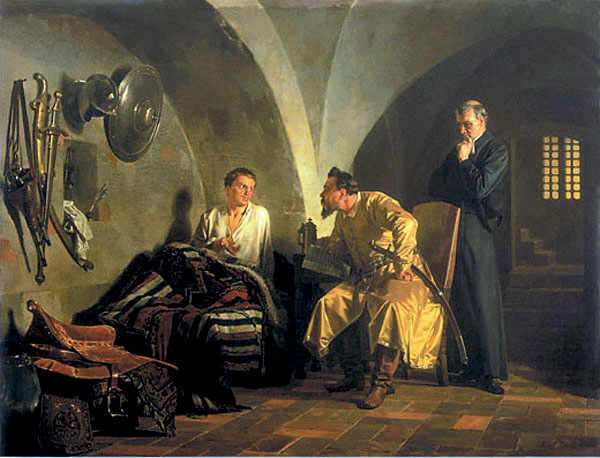
Le Faux Dimitri chez Adam Vichnevetski.1876

.
Il vécut les dernières années de sa vie dans de pénibles difficultés financières. À l'âge de 74 ans, désespéré il se tue par balle dans sa propriété de Lyskovchtchina, district d'Orcha dans le Gouvernement de Moguilev en 1904.